# دودمان هان
دودمان هان (UK: ‎/ˈhæn/‎, US: ‎/ˈhɑːn/‎؛ چینی ساده: 汉朝; چینی سنتی: 漢朝; پین‌یین: Hàncháo) دومین دودمان پادشاهی بزرگ در تاریخ امپراتوری چین بود که از سال ۲۰۶ پیش از میلاد تا ۲۲۰ میلادی فرمانروایی کرد.
پس از سقوط دودمان چین و در پی نبردهای داخلی، دودمان هان توسط لیو بانگ، با عنوان امپراتور گائوزو بنیان گذاشته شد. این دودمان از نظر فرهنگی، علمی، و نظامی، عصری طلایی در تاریخ چین محسوب می‌شود. نام قوم هان که امروزه اکثریت مردم چین را تشکیل می‌دهند، از این سلسله گرفته شده‌است.
از جمله آثار باقی‌مانده از این دوره، مهرهای سلطنتی هستند که با خط خوش‌نویسی بر روی یشم، طلا، نقره و عاج حکاکی می‌شدند. این مهرها با رنگ قرمز یا شِنگرف آغشته می‌شدند و روی سطح سفید فشار داده می‌شدند تا طرحی برجسته و زیبا پدید آید.
در قرن نخست میلادی، با برآمدن دودمان موقتی شین، سلطنت دودمان هان برای مدتی قطع شد، اما در سال ۲۵ میلادی دوباره به قدرت بازگشت و تا زمان آغاز سه پادشاهی ادامه یافت.

## تاریخچه

### هان غربی
| پیش از     | دودمان هان غربی | دودمان هان غربی | پس از      |
| پیش از     | از              | تا              | پس از      |
| دودمان شین | ۲۰۶ پ.م.        | ۹ م.            | دودمان چین |

هان غربی یا هان پیشین نیمهٔ نخست دورهٔ دودمان هان بود. نخستین دودمان امپراتوری در چین، دودمان چین (۲۲۱ تا ۲۰۷ پ. م) بود. دودمان چین تمام دولت‌های جنگ‌طلب چین را با غلبه بر آن‌ها متحد ساخت و حکومت یکپارچهٔ چین را به وجود آورد، اما دودمان چین پس از مرگ نخستین امپراتور آن، چین شی هوانگ ناپایدار و بی‌ثبات گشت.
ظرف چهار سال، قدرت دودمان چین با شورش‌های متعدد رو به زوال گذاشت. دو رهبر شورشی سابق، شیانگ یو (متوفای ۲۰۲ پ. م) از چو و لیو بانگ (متوفای ۱۹۵ پ. م) از هان با یکدیگر نزاع کردند؛ لیو بانگ در نبرد گایشیا (۲۰۲ پ. م) در آن‌هوی کنونی بر شیانگ یو غلبه کرد و امپراتور سراسر چین شد.

#### امپراتور گائوزو
گائوزو یا لیو بانگ، اولین امپراتور سلسلهٔ هان بود. او بر زیینگ، آخرین امپراتور سلسله چین، غلبه کرد و به پادشاهی رسید. سلسله‌ای که او تأسیس کرد، هان نام گرفت. در دوران او چین همچنان یکپارچه ماند. او همچنین آیین کنفوسیوس را، به عنوان آیین رسمی کشور، برگزید. گائوزو در سال ۱۹۵ پیش از میلاد، پس از هفت سال سلطنت، درگذشت.

#### دوران درگیری بر سر حکومت و دوره حکومت امپراتریس بیوه لو به عنوان نایب السلطنه
پس از مرگ گائوزو، پسرش، لیو یینگ با حمایت مادرش امپراتریس لو به سلطنت رسید و نام امپراتور هوی را برای خود انتخاب کرد ولی عمرش وفا نکرد و در ۲۲ سالگی درگذشت؛ در این عمر کوتاه هم قدرت هیچ وقت در دست او نبود بلکه در دست مادرش امپراتریس لو بود. پس از مرگ او پسرش لیو گونگ با نام امپراتور کیان‌شائو هان در ۵ سالگی با فرمان مادربزرگ قدرتمندش امپراتریس بیوه اعظم لو به سلطنت رسید. هر چند او هرگز اعمال قدرت نداشت و در حقیقت به تخت نرسید زیرا امپراتریس بیوه لو اول او را حبس خانگی کرد و بعد او را به‌طور غیر مستقیم امپراتور خواند. او پس از ۴ سال که اسماً امپراتور بود به دستور مادربزرگ خود از حکومت برکنار و برادرش لیو هونگ را با نام امپراتور هئوشائو هان بر تخت نشاندند. هر چند او هم هرگز امپراتور نبود و او را هم پس از ۴ سال از حکومت برکنار کردند. پس از امپراتور هئوشائو پسر چهارم گائوزو با نام امپراتور ون بر تخت نشانده شد. در این مدت ۱۵ ساله حکومت واقعی در دست امپراتریس لو بود و به‌جای امپراتوران دست نشانده حکومت کرد مخصوصاً نوه‌های خود امپراتور کیان‌شائو هان و امپراتور هئوشائو هان که هرگز امپراتور نبودن و همیشه حبس خانگی در بیرون از پایتخت بودند به همین خاطر امپراتریس لو بر حق خود به‌طور رسمی حکومت کرد.

#### امپراتور وو هان
در سال ۱۴۱ پیش از میلاد، نتیجه ون دی بر تخت سلطنت نشست و به نام امپراتور وو دی یکی از ارجمندترین فرمانروایان چین شد. او با قبایل کوچگر ساکن مرزها جنگید و آنان را شکست داد. سپس راه ابریشم را به وجود آورد. اقدامات او، هان را به اوج قدرت و عظمت رساند.

#### پس ازامپراتور وو
وو دی صاحب فرزندانی از دو ملکه بود. هنگامی که وو دی درگذشت، صدراعظمش هوئوگوانگ نایب السلطنه لیوفو-لینگ پسر وو دی شد. لیوفو-لینگ، که امپراتور ژائودی نام گرفت، مدت زیادی حکومت نکرد و در ۲۲ سالگی درگذشت. امپراتور بعدی کم‌تر از یک ماه دوام آورد و به سبب ناشایستگی برکنار شد. پس از او نوبت به شوان دی، نواده یکی از ملکه‌های وو دی رسیدو شوان دی هجده ساله بود که امپراتور شد و تا آن زمان یک همسر و پسر داشت. شوان دی ۲۵ سال با لیاقت بر امپراتوری فرمانروایی کرد. پسرش، یوان دی، در اقدامات خود ناموفق ماند و پس از درگذشتش در ۳۳ پیش از میلاد، کشمکش بر سر جانشینی سلطنت دوباره آغاز گشت. در این میان، وانگ مانگ، وزیر مقتدر دربار سلطنتی، در سال نهم پس از میلاد سلطنت را غضب کرد.

### هان شرقی
| پیش از       | پیش از       | دودمان هان غربی | دودمان هان غربی | پس از      |
| پیش از       | پیش از       | از              | تا              | پس از      |
| سه امپراتوری | سائو وی      | ۲۵ م.           | ۲۲۰ م.          | دودمان زین |
| سه امپراتوری | لیو شو هان   | ۲۵ م.           | ۲۲۰ م.          | دودمان زین |
| سه امپراتوری | سون ووی شرقی | ۲۵ م.           | ۲۲۰ م.          | دودمان زین |

هان شرقی یا هان پسین رسماً در تاریخ ۵ اوت ۲۵ میلادی، هنگامی که لیو شیو با نام امپراتور گوانگ‌وو هان تاجگذاری کرد، آغاز به کار کرد.

#### امپراتور گوانگ‌وو
اشراف که با اقدامات وانگ مانگ مخالف بودند، او را گردن زدند و لیو شیو از خاندان قدیمی هان را بر تخت سلطنت نشاندند. او در سال ۲۵ میلادی، تمام مخالفان خود را سرکوب کرد و به مدت ۳۲ سال بر امپراتوری فرمان راند.

##### اقدامات امپراتور گوانگ‌وو
لیوشیو خود را گوانگ وو دی نامید و لقب امپراتور اختیار کرد. سپس پایتختش را از چانگ‌آن به لوئویانگ انتقال داد. در دوران او، سیستم کشوری دوباره ارباب‌رعیتی (فئودالی) شد.
تحت سلطهٔ امپراتور لینگ (۱۶۸ تا ۱۸۹ میلادی) خواجه‌ها ممنوعیت‌های حزبی را تمدید و افزایش دادند.

#### شورش‌های دهقانی
در این دوره، شورش‌های بسیاری در سراسر چین اتفاق افتاد. نظیر شورش گروه‌های ابروسرخ‌ها، زرد دستاران و پنج پیمانه برنج.

#### پایان دودمان هان
در سال ۱۸۴، زرد دستاران با یک نیروی سیصد هزار نفری شورش‌های گسترده‌ای را در چندین ناحیه اطراف پایتخت برپا کردند. سرانجام نیروهای امپراتوری، شورشیان را پس از ماه‌ها نبرد شکست دادند. در سال ۲۲۰ میلادی، آخرین امپراتور هان، امپراتور شیان هان، از سلطنت کناره‌گرفت و امپراتوری به سه پادشاهی تقسیم شد که هرکدام مدعی تاج و تخت هان بودند. تا چهارصد سال بعد، امپراتوری یکپارچه‌ای پدید نیامد.
در سال ۲۲۰ میلادی، امپراتور شیان هان از دودمان هان شرقی توسط سائو پی مجبور به استعفاء و خلع مقام شد و با این کار دودمان هان پسین منحل گشت و دورهٔ سه پادشاهی با سه امپراتوری سائو وی، سون ووی شرقی و لیو شو هان آغاز به کار کرد.